# فصل كهربائي للهيموغلوبين

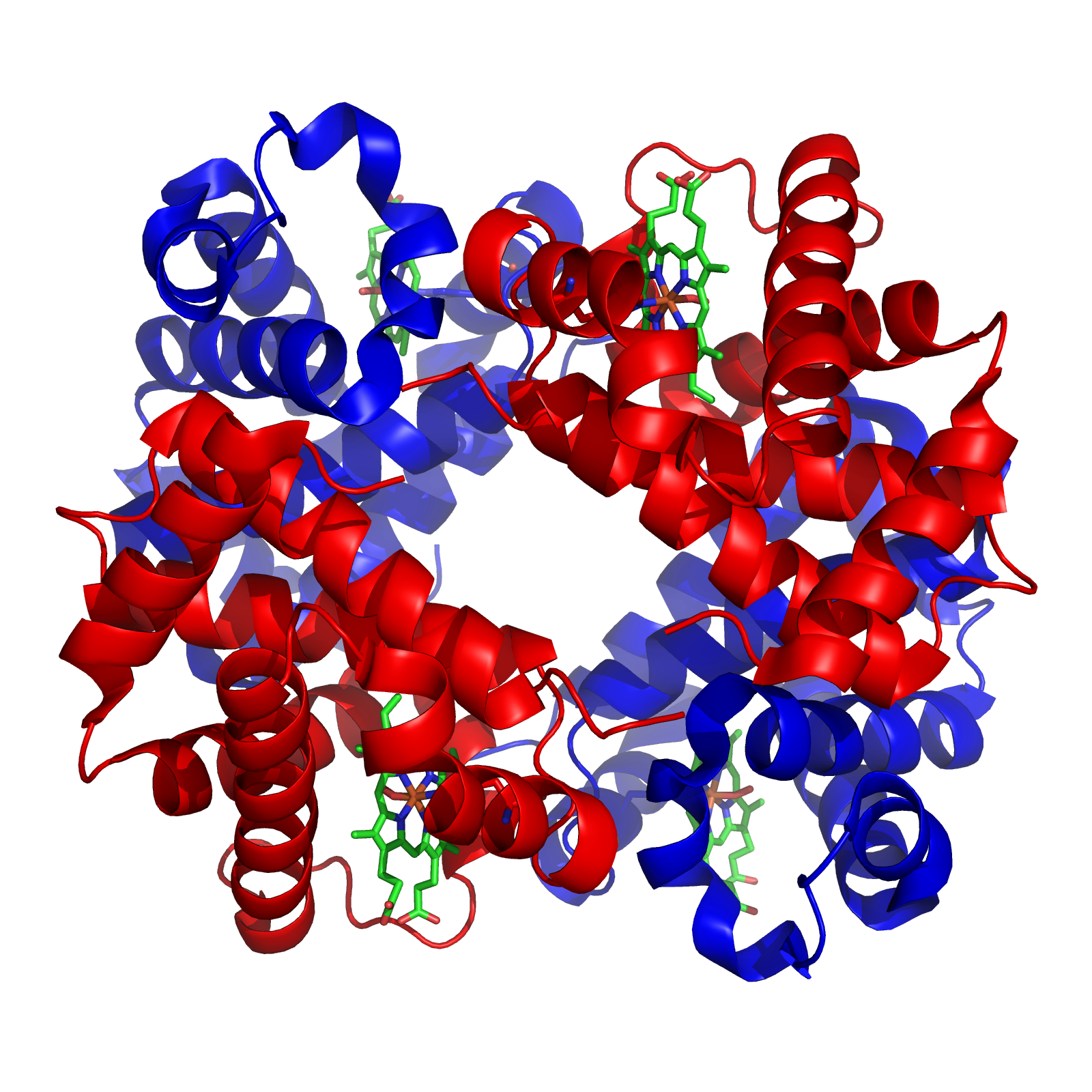

الفصل الكهربائي للهيموغلوبين أو الهجرة الكهربائية للهيموغلوبين أو رحلان خضاب الدم (بالإنجليزية: Hemoglobin electrophoresis)‏ هو فحص دموي يمكن عبره التفريق بين أمراض خضاب الدم (الهيموغلوبين). ويستخدم مبادئ الرحلان الكهربي الهلامي لفصل الأنواع المختلفة للخضاب. ويمكن عبر هذا التحليل أو الفحص تحديد العديد من أنواع خضاب الدم الشاذة كالخضاب HbS المسؤول عن فقر الدم المنجلي والخضاب HbC ،بالإضافة إلى تشخيص اختلافات النسب الطبيعية لخضاب الدم الطبيعي كما في مرض التلاسيميا.

## مبدأه
أنواع خضاب الدم المختلفة لديها شحنات كهربائية مختلفة، وبالتالي بناء على كمياتها وشحناتها فإنها تتحرك بسرعات مختلفة في الهلام، عند تعرضها إلى حقل كهربائي خارجي 150-200 فولط فتصل إلى أماكن مختلفة تاركة بقع حمراء.

## العوامل التي تؤثر على نتيجة التحليل
1. ارتفاع الشحوم في الدم تؤثر على وضوح الخضابات الشاذة ذات النسبة المئوية الضئيلة.
2. نقل الدم خلال ال 4 أشهر السابقة للتحليل يقلل من وضوح الخضابات الشاذة.
3. في حالات فقر الدم بنقص الحديد من المكن أن يلاحظ انخفاض مستوى كل من الـ A2 و C و S.
4. سلبية الخضاب S ممكنة بحال كان عمر المريض مصاب أقل من 3 أشهر.
5. ارتفاع مستوى الكريات البيضاء في الدم أعلى من 50.000 كرية/ ملم.